# Eric Weems
Eric Grimes Weems (* 4. Juli 1985 in Daytona Beach, Florida) ist ein ehemaliger US-amerikanischer American-Football-Spieler auf der Position des Wide Receivers und Return Specialist. Er spielte für die Chicago Bears, die Atlanta Falcons und die Tennessee Titans in der National Football League (NFL).

## Frühe Jahre
Weems ging in seiner Geburtsstadt Daytona Beach auf die High School. Danach ging er auf die Bethune-Cookman University, eine Privatuniversität in Daytona Beach, Florida. Hier spielte er für das Collegefootballteam zwischen 2003 und 2007.

## NFL

### Atlanta Falcons
Nachdem Weems im NFL-Draft 2007 nicht berücksichtigt worden war, unterschrieb er einen Vertrag bei den Atlanta Falcons. In seiner ersten Saison bekam er nur einen Einsatz im letzten Saisonspiel gegen die Carolina Panthers. Im darauffolgenden Jahr erzielte er seinen ersten gefangenen Pass im Spiel gegen die Carolina Panthers am zwölften Spieltag der Saison. Zur Saison 2009 wurde Weems zum Punt Returner ernannt, nachdem sich der eigentliche Punt Returner Harry Douglas vor der Saison so stark verletzte, dass er für die Saison ausfiel. Im Laufe der Saison wurde er zusätzlich zum Kick Returner ernannt. Am 7. Spieltag der Saison fing Weems seinen ersten Touchdown seiner Karriere im Spiel gegen die Dallas Cowboys, nach einem 30-Yard-Pass von Matt Ryan. Er beendete die Saison mit sechs Passfängen für 50 Yards und zwei Touchdowns. Nach der Saison 2010 wurde er in den Pro Bowl gewählt. Weems war der einzige Spieler in der NFL der es geschafft hatte einen Punt und einen Kick zu einem Touchdown zurück zu tragen. Zusätzlich gelangen ihm 6 Passfänge für 61 Yards. In den Play-offs trug er im Spiel gegen die Green Bay Packers einen 102-Yard-Kick zu einem Touchdown zurück. Nachdem sein Vertrag nach der Saison bei den Falcons ausgelaufen war, unterschrieb er am 31. Juli 2011 einen Vertrag für eine weitere Saison bei den Falcons.

### Chicago Bears
Am 14. März 2012 unterschrieb Weems einen Drei-Jahres-Vertrag bei den Chicago Bears. Am 16. August 2014 wurde er von den Bears entlassen, nachdem er in zwei Saisons weder als Passempfänger noch als Returner einen Touchdown erzielen konnte.

### Zweiter Aufenthalt bei den Atlanta Falcons
Am 21. August 2014 nahmen ihn die Atlanta Falcons erneut unter Vertrag. In der Saison 2014 gelang ihm ein persönlicher Saisonrekord, als er zehn Pässe für 102 Yards fing. Am 6. März 2015 verlängerte Weems seinen Vertrag bei den Falcons um weitere zwei Jahre. Er spielte 2016 in allen 16 Saisonspielen mit und erreichte mit den Falcons das NFL-Finale, den Super Bowl LI, welcher aber mit 28:34 gegen die New England Patriots verloren wurde.

### Tennessee Titans
Im März 2017 unterschrieb er einen Vertrag bei den Tennessee Titans. Am 2. September wurde er entlassen, nur einen Tag später wieder engagiert, nachdem Harry Douglas auf die Injured Reserve List gesetzt wurde.

## Außerhalb des Spielfeldes
In der Nacht vom 16. November 2009 wurde Weems von der Polizei in DeKalb County, Georgia inhaftiert, nachdem er unter Alkoholeinfluss Auto gefahren war.